# .ee
.ee – domena internetowa przypisana dla stron internetowych z Estonii. Skrót pochodzi od estońskiego Eesti.

## Historia
Domena została uruchomiona w 1992 i była obsługiwana przez EENet do lipca 2010. Administratorem domeny był Endel Lippmaa. Obowiązywał limit jednej nazwy domeny na podmiot prawny, natomiast zarejestrowanie dodatkowych nazw w celu ochrony znaków towarowych została odrzucona, ponieważ „nazwa domeny nie posiada statusu znaku towarowego”. Ponieważ domeny miały być identyfikacją instytucji w Internecie (podobnie jak kod rejestrowy w rejestrze handlowym), zarejestrowanie dodatkowych domen w obronie znaku towarowego lub formy nazwy nie jest możliwe. Najważniejsze rejestracje były bezpłatne.

## Opłata za zarejestrowanie
Na rok 2017, opłata za zarejestrowanie wynosiła 6–18 euro w zależności od okresu rejestracji. Na ostateczny koszt wpływa konkurencja na rynku.